# Kryp Din Jävel
Kryp Din Jävel är ett musikalbum av Coca Carola. Släppt 2004 på Beat Butchers. Visade sig sen bli Coca Carolas sista album.

## Låtar på albumet
| Nr  | Titel                      | Längd | Notering |
| --- | -------------------------- | ----- | -------- |
| 1.  | Fader vår                  |       |          |
| 2.  | Bomber & barn              |       |          |
| 3.  | Blommorna jag får          |       |          |
| 4.  | Du är den tystaste jag vet |       |          |
| 5.  | Änglar utav snö            |       |          |
| 6.  | I bilen utan tak           |       |          |
| 7.  | Trasig                     |       |          |
| 8.  | Hur länge ska du le        |       |          |
| 9.  | Alla saker som du ångra    |       |          |
| 10. | Sovsång                    |       |          |
| 11. | Kryp din jävel             |       |          |
| 12. | Stjärnorna & solarna       |       |          |